# Lenguas de las Antillas Neerlandesas
La lengua oficial es el neerlandés, lengua madre de alrededor del 10 % de la población. Sin embargo, una amplia mayoría de la población, aproximadamente el 70 %, utiliza el papiamento, lengua criolla del Caribe, la cual es una mezcla de español, portugués, arawak y diversas lenguas africanas; es hablado principalmente en las islas de Curazao y Bonaire. En segundo lugar, y utilizado por un 15 % de la población, se encuentra el inglés, el cual es hablado principalmente en las islas de San Eustaquio, Saba y la parte neerlandesa de la isla de San Martín. El español está ampliamente difundido, y es la lengua materna de un 11% de la población de las islas, destacando especialmente en Aruba, Bonaire y Sint Maarten.
Recientemente, el papiamento ha sido incluido como lengua de enseñanza en muchas escuelas básicas y algunas escuelas secundarias. Hay movimientos sociales que reclaman la enseñanza del español en las escuelas, dada la proximidad que existe con algunos países hispanoamericanos.

## Lenguas por número de hablantes
| Idioma     | hablantes maternos | total hablantes |
| ---------- | ------------------ | --------------- |
| Papiamento | 123 500            | 123 500         |
| Español    | 32 500             | 127 500         |
| Inglés     | 42 888             | -               |
| Neerlandés | 23 515             | -               |

## Tabla comparativa por islas
| Isla          | Papiamento | Inglés | Español | Neerlandés | Otros |
| ------------- | ---------- | ------ | ------- | ---------- | ----- |
| Aruba         | 69         | 8      | 13      | 6          | 3     |
| Bonaire       | 75         | 3      | 12      | 9          | 2     |
| Curazao       | 81         | 3      | 6       | 8          | 2     |
| Saba          | 1          | 88     | 5       | 2          | 4     |
| San Eustaquio | 2          | 83     | 6       | 4          | 6     |
| San Martín    | 2          | 68     | 13      | 4          | 13    |
| Total         | 65         | 16     | 11      | 7          | 5     |